# Fed Cup 2007 Zona Asia/Oceania
La Zona Asia/Oceania (Asia/Oceania Zone) è una delle 3 divisioni zonali nell'ambito della Fed Cup 2007. Essa è a sua volta suddivisa in due gruppi (Group I, Group II) formati da squadre inserite in tali gruppi in base ai risultati ottenuti l'anno precedente.

## Gruppo I
Località: Scenic Circles Hotel Tennis Centre, Christchurch, Nuova Zelanda (Cemento)

### Pool A
|   | Pool A              | THA | UZB | HKG | KOR | SIN |
| 1 | Thailandia (9 R)    |     | 2-1 | 3-0 | 2-1 | 2-1 |
| 2 | Uzbekistan (7 R)    | 1-2 |     | 1-2 | 2-1 | 3-0 |
| 3 | Hong Kong (7 R)     | 0-3 | 2-1 |     | 2-1 | 3-0 |
| 4 | Corea del Sud (5 R) | 1-2 | 1-2 | 1-2 |     | 2-1 |
| 5 | Singapore (2 R)     | 1-2 | 0-3 | 0-3 | 1-2 |     |

### Pool B
|   | Pool B               | TPE | IND | NZL | KAZ | JOR |
| 1 | Taipei cinese (11 R) |     | 3-0 | 2-1 | 3-0 | 3-0 |
| 2 | India (8 R)          | 0-3 |     | 2-1 | 3-0 | 3-0 |
| 3 | Nuova Zelanda (8 R)  | 1-2 | 1-2 |     | 3-0 | 3-0 |
| 4 | Kazakistan (3 R)     | 0-3 | 0-3 | 0-3 |     | 3-0 |
| 5 | Giordania (0 R)      | 0-3 | 0-3 | 0-3 | 0-3 |     |

### Play-offs
| Taiwan 3 | Scenic Circles Hotel Tennis Centre, Christchurch, Nuova Zelanda 21 aprile 2007 Cemento | Scenic Circles Hotel Tennis Centre, Christchurch, Nuova Zelanda 21 aprile 2007 Cemento | Thailandia 0 |     |     |  |
| \| \| \| \| 1 \| 2 \| 3 \| \| \| - \| \| -------------------------------------------------------------------- \| ---- \| --- \| --- \| \| \| 1 \| \| Chin-Wei Chan Napaporn Tongsalee \| 6 4 \| 7 5 \| \| \| \| 2 \| \| Hsieh Su-wei Tamarine Tanasugarn \| 4 6 \| 7 5 \| 6 4 \| \| \| 3 \| \| Wen-Hsin Hsu / I-Hsuan Hwang Montinee Tangphong / Nungnadda Wannasuk \| 7 62 \| 6 2 \| \| \| |                                                                                        |                                                                                        |              |     |     |  |
| |                                                                                        |                                                                                        | 1            | 2   | 3   |  |
| 1 | Taiwan (bandiera) · Thailandia (bandiera)                                              | Chin-Wei Chan Napaporn Tongsalee                                                       | 6 4          | 7 5 |     |  |
| 2 | Taiwan (bandiera) · Thailandia (bandiera)                                              | Hsieh Su-wei Tamarine Tanasugarn                                                       | 4 6          | 7 5 | 6 4 |  |
| 3 | Taiwan (bandiera) · Thailandia (bandiera)                                              | Wen-Hsin Hsu / I-Hsuan Hwang Montinee Tangphong / Nungnadda Wannasuk                   | 7 62         | 6 2 |     |  |

- Taipei Cinese avanza World Group II play-offs.

| Pos.   | Squadra vincitrice | Risultato | Squadra sconfitta |
| ------ | ------------------ | --------- | ----------------- |
| 3°/4°  | Uzbekistan         | 3-0       | India             |
| 5°/6°  | Nuova Zelanda      | 2-1       | Hong Kong         |
| 7°/8°  | Corea del Sud      | 3-0       | Kazakistan        |
| 9°/10° | Singapore          | 3-0       | Giordania         |